# VM i fodbold 2010 - Gruppe H
Denne artikel beskriver resultaterne i gruppe H i VM i fodbold 2010. Kampene i gruppe H blev spillet i perioden 16. – 25. juni 2010. Gruppen bestod af de regerende europamestre fra Spanien samt Schweiz, Honduras og Chile. Chile og Spanien var i samme gruppe i 1950, i en gruppe hvor kun spanierne kvalificerede sig videre. Chile og Schweiz var også i samme gruppe i 1962, da Chile var vært; de gik videre fra gruppen for senere at havne på tredjepladsen. På den anden side deltog Schweiz og Spanien i samme gruppe i VM i fodbold 1966, men ingen af dem gik videre til næste runde. Honduras og Spanien var også i samme gruppe i VM i fodbold 1982.
På FIFA-ranglisten offentliggjort umiddelbart før starten på slutrunden var Spanien rangeret på 1. pladsen, Chile på 14. pladsen, Schweiz på 15. pladsen og Honduras på 35. pladsen. Gruppens gennemsnitlige placering var 16,25. pladsen. Hvis man ser bort fra det lavest rangerede land Honduras, var gennemsnittet 10. pladsen.
Vinderen af denne gruppe, som blev Spanien, gik videre til et møde med nr. 2 i gruppe G, som var Portugal. Nationen på andenpladsen i gruppe H, Chile, avancerede til et møde med vinderen af gruppe G, Brasilien.

## Slutstilling
Tabelforklaring:
- K = Antal kampe spillet
- V = Antal sejre
- U = Antal uafgjorte
- T = Antal tab
- + / − = Antal mål scoret og sluppet ind
- MF = Målforskel

Holdene på første- og andenpladsen (mærket med grøn) kvalificerede sig til slutspillet.
| Hold     | Point | K | V | U | T | + | – | MF |
| -------- | ----- | - | - | - | - | - | - | -- |
| Spanien  | 6     | 3 | 2 | 0 | 1 | 4 | 2 | +1 |
| Chile    | 6     | 3 | 2 | 0 | 1 | 3 | 2 | +2 |
| Schweiz  | 4     | 3 | 1 | 1 | 1 | 1 | 1 | 0  |
| Honduras | 1     | 2 | 0 | 1 | 2 | 0 | 3 | -3 |

Alle tider i de følgende afsnit er lokale (UTC+2)

## Honduras – Chile
16. juni 2010 – 13:30

Mbombela Stadium, Nelspruit
Tilskuere:  32.664
| Honduras | 0–1                                                           | Chile               |
|          | (0–1) Rapport Arkiveret 11. december 2018 hos Wayback Machine | Jean Beausejour 34' |
|          |                                                               |                     |

- Dommer: Eddy Maillet (Seychellerne)
- Assistentdommere: Evarist Menkouande (Cameroun) og Bechir Hassani (Tunesien)
- 4. dommer: Yuichi Nishimura (Japan)
- 5. dommer: Toru Sagara (Japan)

## Spanien – Schweiz
16. juni 2010 – 16:00

Moses Mabhida Stadium, Durban
Tilskuere:  62.453
| Spanien | 0–1                                                       | Schweiz              |
|         | (0–0) Rapport Arkiveret 12. juni 2019 hos Wayback Machine | Gelson Fernandes 52' |
|         |                                                           |                      |

- Dommer: Howard Webb (England)
- Assistentdommere: Darren Cann og Mike Mullarkey (England)
- 4. dommer: Martin Hansson (Sverige)
- 5. dommer: Stefan Wittberg (Sverige)

## Chile – Schweiz
21. juni 2010 – 16:00

Nelson Mandela Bay Stadium, Port Elizabeth
Tilskuere:  34.872
| Chile             | 1–0                                                           | Schweiz |
| Mark González 75' | (0–0) Rapport Arkiveret 11. december 2018 hos Wayback Machine |         |
|                   |                                                               |         |

- Dommer: Khalil Al Ghamdi (Saudi-Arabien)
- Assistentdommere: Hassan Kamranifar (Iran) og Saleh Al Marzouqi (Forenede Arabiske Emirater)
- 4. dommer: Martín Vázquez (Uruguay)
- 5. dommer: Miguel Nievas (Uruguay)

## Spanien – Honduras
21. juni 2010 – 20:30

Coca-Cola Park, Johannesburg
Tilskuere:  54.386
| Spanien             | 2–0                                                       | Honduras |
| David Villa 17' 51' | (1–0) Rapport Arkiveret 24. juni 2010 hos Wayback Machine |          |
|                     |                                                           |          |

- Dommer: Yuichi Nishimura (Japan)
- Assistentdommere: Toru Sagara (Japan) og Jeong Hae-Sang (Sydkorea)
- 4. dommer: Subkhiddin Mohd Salleh (Malaysia)
- 5. dommer: Jeffrey Gek Pheng (Singapore)

## Chile – Spanien
25. juni 2010 – 20:30

Loftus Versfeld Stadium, Pretoria
Tilskuere:  41.958
| Chile              | 1–2                                                           | Spanien                              |
| Rodrigo Millar 47' | (0–2) Rapport Arkiveret 11. december 2018 hos Wayback Machine | David Villa 24' · Andrés Iniesta 37' |
|                    |                                                               |                                      |

- Dommer: Marco Antonio Rodríguez (Mexico)
- Assistentdommere: José Luis Camargo Callado og Alberto Morin Mendez (Mexico)
- 4. dommer: Subkhiddin Mohd Salleh (Malaysia)
- 5. dommer: Mu Yuxin (Kina)

## Schweiz – Honduras
25. juni 2010 – 20:30

Free State Stadium, Bloemfontein
Tilskuere:   28.042
| Schweiz | 0–0                                                           | Honduras |
|         | (0–0) Rapport Arkiveret 11. december 2018 hos Wayback Machine |          |
|         |                                                               |          |

- Dommer: Héctor Baldassi (Argentina)
- Assistentdommere: Ricardo Casas og Hernan Maidana (Argentina)
- 4. dommer: Olegário Benquerença (Portugal)
- 5. dommer: Jose Manuel Silva Cardinal (Portugal)